# Graphium euphrates
Graphium euphrates är en fjärilsart som först beskrevs av Felder 1862.  Graphium euphrates ingår i släktet Graphium och familjen riddarfjärilar. Inga underarter finns listade i Catalogue of Life.

## Bildgalleri

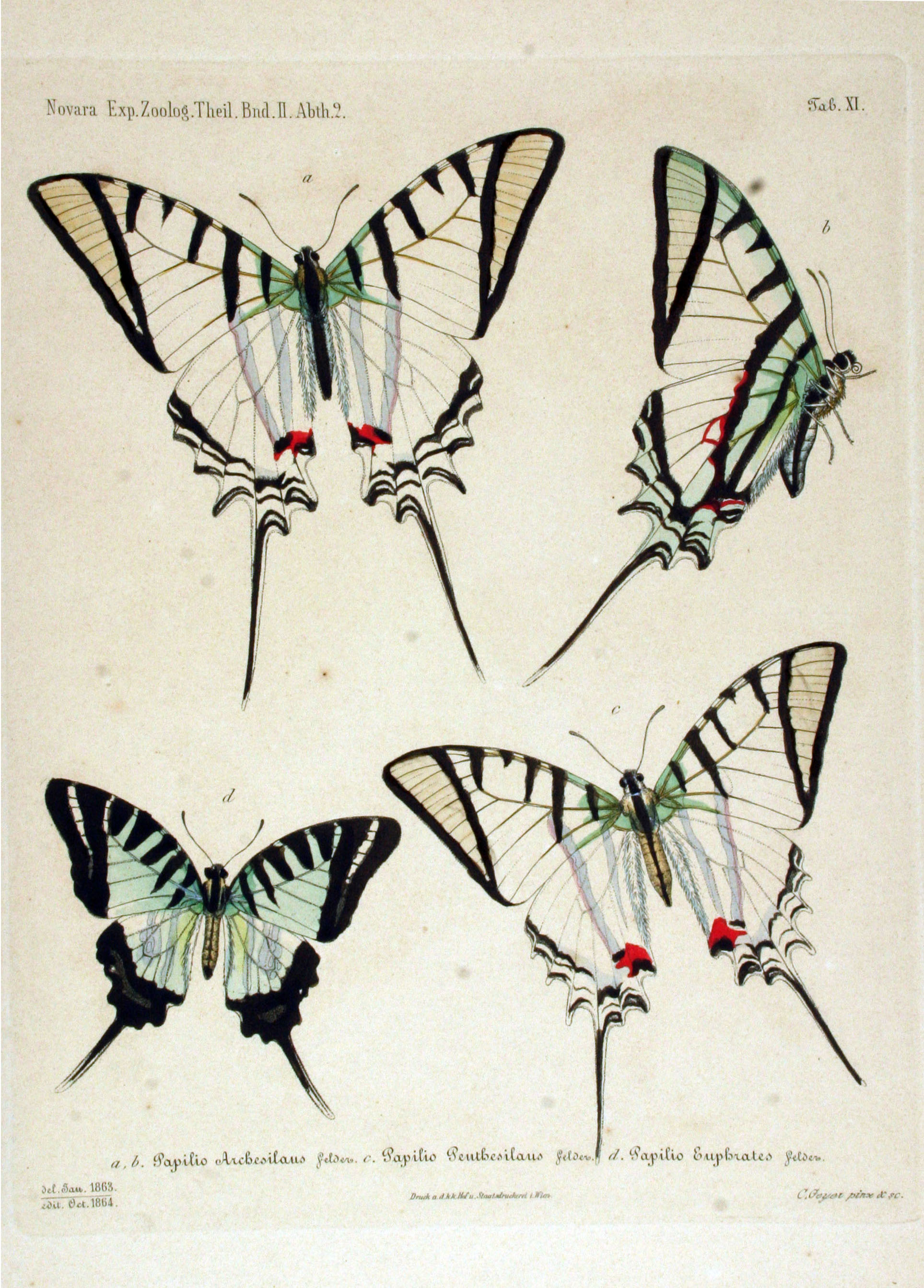